# جان دافی (بازیکن فوتبال، زاده ۱۸۸۶)
جان دافی (انگلیسی: John Duffy؛ زادهٔ ۱۸۸۶) بازیکن فوتبال اهل بریتانیا است.
از باشگاه‌هایی که در آن بازی کرده‌است می‌توان به باشگاه فوتبال اکستر سیتی، باشگاه فوتبال وورکینگتون ای. اف. سی، باشگاه فوتبال سوانزی سیتی، و باشگاه فوتبال برادفورد سیتی اشاره کرد.